# Esplús
Esplús ist eine Gemeinde in der Provinz Huesca in der Autonomen Gemeinschaft Aragonien in Spanien. Sie liegt im ebenen, südlichen Teil der Comarca La Litera, gehört aber nicht – wie der größte Teil der Comarca – zur überwiegend katalanischsprachigen Franja de Aragón.

## Bevölkerungsentwicklung seit 1991
| 1991 | 1996 | 2001 | 2004 | 2008 |
| ---- | ---- | ---- | ---- | ---- |
| 912  | 811  | 725  | 733  | 719  |

## Sehenswürdigkeiten
- Einsiedelei San Roque
- Freilichtmuseum

## Gemeindepartnerschaften
- Fleurance im Département Gers, Frankreich